# Ashhurst
Ashhurst ist ein kleiner, landwirtschaftlich geprägter Ort in der Region Manawatū-Whanganui auf der Nordinsel von Neuseeland. Administrativ gehört der Ort zur Stadt Palmerston North City.

## Namensherkunft
Ashhurst wurde nach Lord Henry Ashhurst benannt, dem umliegende Ländereien gehörten. Er war einer der Direktoren der Emigrants' and Colonists' Aid Corporation, die 1867 in England gegründet wurde und die Besiedlung eines 430 km² großen Areals zwischen dem Manawatū River und dem Rangitīkei River, des sogenannten „Manchester Blocks“ betrieb. Der Name der Māori für das Gebiet ist „Raukawa“ nach ihrer Bezeichnung für die hier heimische aromatische Pflanze Pseudopanax edgerleyi.

## Geographie
Ashhurst liegt rund 14 km nordöstlich des Stadtzentrums von Palmerston North am New Zealand State Highway 3, der südlich des Ortes von Palmerston North kommend nach Osten in Richtung Woodville abknickt.
Die Bahnstrecke Palmerston North–Gisborne verläuft parallel zum Highway. Die Stadt hatte ursprünglich einen Bahnhof, der aber schon lange aufgegeben ist. 
Östlich am Ort fließt der Pohangina River vorbei.
Nordöstlich des Ortes befinden sich die südlichen Ausläufer der Ruahine Range mit dem 920 m hohen Wharite Peak, auf dem sich ein Fernseh- und Radiosender befinden. Östlich von Ashhurst befindet sich eine Windfarm in den Bergen.

## Persönlichkeiten
- Andre Taylor, Rugbyspieler